# Kutyák és macskák: A rusnya macska bosszúja
A Kutyák és macskák: A rusnya macska bosszúja (eredeti cím: Cats & Dogs: The Revenge of Kitty Galore) 2010-ben bemutatott amerikai-ausztrál vegyes technikájú film, amelyben valós és számítógéppel animált díszletek, élő és számítógéppel animált szereplők közösen szerepelnek. A 2001-es Kutyák és macskák folytatása. A játékfilm rendezője Brad Peyton, producerei Polly Johnsen és Andrew Lazar. A forgatókönyvet Ron J. Friedman, Steve Bencich, John Requa és Glenn Ficarra írta, zenéjét Christopher Lennertz szerezte. A mozifilm a CD2 Pictures, a Village Roadshow Pictures, a Mad Chance és a Polymorphic Pictures gyártásában készült, a Warner Bros. Pictures forgalmazásában jelent meg. A történet John Requa és Glenn Ficarra eredeti ötlete alapján a kutyák és macskák ősi ellenségeskedését ábrázolja, de a két fél most békességben együttműködik.
Amerikában 2010. július 20-án, Magyarországon 2010. augusztus 5-én mutatták be a mozikban.

## Cselekmény
|  | Alább a cselekmény részletei következnek! |

A kutyák és macskák örök harcban állnak egymással, miközben az embereknek fogalmuk sincs arról, hogy mi zajlik előttük. Kedvenceink egy földalatti hálózat tagjai, akik az életüket kockáztatják értünk, és azért, hogy fenntartsák az egyensúlyt az emberek leghűségesebb társai, a kutyák és a macskák között. Ám a rusnya macska, Kopasz Kitty most átlépett egy határt. Az egykori titkosügynök azt tervezi, hogy egy ördögi szerkentyű segítségével uralma alá hajthatja az embereket. A történelem során először a két népségnek össze kell fognia, hogy megállítsák. Diggs, Miauéla, Butch és Shaemus közösen megállítják.
|  | Itt a vége a cselekmény részletezésének! |

## Szereplők
| Élőszereplő         | Élőszereplő       | Színész               | Magyar hang      |
| ------------------- | ----------------- | --------------------- | ---------------- |
| Shane               | Shane             | Chris O’Donnell       | Crespo Rodrigo   |
| Chuck               | Chuck             | Jack McBrayer         | Fekete Zoltán    |
| Flemming kapitány   | Flemming kapitány | Malcolm Stewart       | Cs. Németh Lajos |
| Freidrich           | Freidrich         | Fred Armisen          | Bodrogi Attila   |
| Riporter            | Riporter          | Dawn Chubai           | N/A              |
| Jackie              | Jackie            | Pascale Hutton        | Sági Tímea       |
| Macskás hölgy       | Macskás hölgy     | Betty Phillips        | Várnagy Kati     |
| Animált szereplő    | Animált szereplő  | Eredeti hang          | Magyar hang      |
| Magyar név          | Angol név         | Eredeti hang          | Magyar hang      |
| Diggs               | Diggs             | James Marsden         | Dévai Balázs     |
| Butch               | Butch             | Nick Nolte            | Dörner György    |
| Miauéla             | Catherine         | Christina Applegate   | Zsigmond Tamara  |
| Shaemus             | Seamus            | Katt Williams         | Szabó Máté       |
| Kopasz Kitty        | Kitty Galore      | Bette Midler          | Borbás Gabi      |
| Lou                 | Lou               | Neil Patrick Harris   | Csőre Gábor      |
| Lesi                | Peek              | Joe Pantoliano        | Görög László     |
| Sam                 | Sam               | Michael Clarke Duncan | Barbinek Péter   |
| Csingiling          | Mr. Tinkles       | Sean Hayes            | Szombathy Gyula  |
| Sir Cirmos          | Tab Lazenby       | Roger Moore           | Rosta Sándor     |
| Calico              | Calico            | Wallace Shawn         | Szokol Péter     |
| Angus MacNemmacska  | Angus MacDougall  | Michael Beattie       | Józsa Imre       |
| Duncan MacNemmacska | Duncan MacDougall | Jeff Bennett          | Bácskai János    |
| Rex                 | Rex               | Len Morganti          | Arany Tamás      |
| Dog Killa           | Dog Killa         | Bumper Robinson       | Faragó András    |